# Oblast de Briansk
L'oblast de Briansk (en russe : Бря́нская о́бласть, Brianskaïa oblast) est un sujet de la fédération de Russie (un oblast) qui a pour capitale administrative la ville de Briansk.

## Géographie
Couvrant une superficie de 34 857 km2, l'oblast de Briansk est limité au nord par l'oblast de Smolensk, à l'est par ceux de Kalouga et d'Orel, au sud par celui de Koursk et l'Ukraine (oblasts de Tchernihiv et Soumy) et à l'ouest par la Biélorussie (voblast de Homiel et de Mahiliow).
Faisant partie de la plaine d'Europe orientale, il a pour plus importante rivière la Desna, qui se jette dans le Dniepr. L'oblast est densément boisé, les forêts de Briansk ayant d'ailleurs été l'un des principaux refuges pour les partisans durant la Seconde Guerre mondiale. De climat continental, il comprend aussi bien des forêts de conifères que de feuillus ou des forêts mixtes. On y trouve également de la steppe boisée.

## Histoire
La région est habitée par des tribus slaves depuis le IXe siècle. Aux XIIe et XIIIe siècles, la région est sous la domination des principautés de Tchernigov et de Novgorod. Après la destruction de Tchernigov par les Tatars de Batu en 1239, une principauté de Briansk se forme. À partir de 1354, Briansk passe sous l'autorité du grand-duché de Lituanie. Au début du XVIe siècle, la région passe sous l'autorité de la grande-principauté de Moscou et devient un avant-poste au sud-ouest dans le combat contre la Lituanie, la Pologne et le khanat de Crimée. En 1618, le traité de Deulino donne l'ouest et le sud de la région de Briansk à la Pologne, qui conservera ces terres jusqu'en 1654, date à laquelle l'Ukraine passe sous domination russe.
Une industrie manufacturière commence à se développer dans la région à partir de la seconde moitié du XVIIIe siècle. Un certain nombre de fabriques de verre voient le jour en utilisant le sable et le bois locaux.
Après la révolution de 1917, la province de Briansk est créée en avril 1920. Elle est incorporée en 1929 dans la région occidentale puis, lorsque cette dernière est dissoute en 1937, elle est rattachée à l'oblast d'Orel.
En 1941, la région est occupée par les troupes de l'Allemagne nazie et les destructions sont énormes. La résistance s'organise très vite, profitant des forêts pour se cacher et rassemblant des dizaines de milliers de partisans[réf. nécessaire]. La région est libérée en 1943.

## Politique et administration

### Gouverneur
L'oblast est dirigé par un gouverneur élu. Depuis le 28 septembre 2015, la fonction est occupée par Aleksandr Bogomaz, membre de Russie unie.

### Divisions administratives
L'oblast de Briansk est divisé en 27 raïons (districts) et quatre villes directement rattachées à l'oblast. Les raïons sont eux-mêmes subdivisés en 12 villes, 24 communes urbaines et 224 selsoviets.

### Emblèmes
Malgré la dislocation de l'Union soviétique, la faucille et le marteau figurent encore actuellement sur les armoiries, où elles surmontent l'écu.

## Population et société

### Démographie
| 2002      | 2010      | 2016      | 2021      | - |
| --------- | --------- | --------- | --------- | - |
| 1 378 941 | 1 292 144 | 1 225 741 | 1 182 682 | - |

| Année | Fécondité | Fécondité urbaine | Fécondité rurale |
| ----- | --------- | ----------------- | ---------------- |
| 1990  | 2,02      | 1,82              | 2,75             |
| 1991  | 1,90      | 1,68              | 2,71             |
| 1992  | 1,79      | 1,58              | 2,50             |
| 1993  | 1,63      | 1,42              | 2,31             |
| 1994  | 1,55      | 1,38              | 2,09             |
| 1995  | 1,44      | 1,29              | 1,88             |
| 1996  | 1,35      | 1,22              | 1,73             |
| 1997  | 1,23      | 1,11              | 1,57             |
| 1998  | 1,23      | 1,12              | 1,55             |
| 1999  | 1,15      | 1,04              | 1,47             |
| 2000  | 1,15      | 1,05              | 1,44             |
| 2001  | 1,15      | 1,08              | 1,34             |
| 2002  | 1,22      | 1,16              | 1,40             |
| 2003  | 1,27      | 1,20              | 1,44             |
| 2004  | 1,27      | 1,22              | 1,42             |
| 2005  | 1,22      | 1,18              | 1,33             |
| 2006  | 1,23      | 1,17              | 1,37             |
| 2007  | 1,36      | 1,29              | 1,55             |
| 2008  | 1,45      | 1,35              | 1,74             |
| 2009  | 1,47      | 1,38              | 1,71             |
| 2010  | 1,42      | 1,31              | 1,70             |
| 2011  | 1,46      | 1,36              | 1,73             |
| 2012  | 1,56      | 1,41              | 1,92             |
| 2013  | 1,53      | 1,39              | 1,89             |
| 2014  | 1,56      | 1,42              | 1,91             |
| 2015  | 1,65      | 1,68              | 1,57             |
| 2016  | 1,61      | 1,65              | 1,50             |
| 2017  | 1,43      | 1,47              | 1,33             |
| 2018  | 1,43      | 1,48              | 1,32             |
| 2019  | 1,32      | 1,37              | 1,20             |

## Économie
Les principales branches économiques sont la construction de machines et la fabrication de verre. L'agriculture se concentre elle, essentiellement, sur la culture de céréales et de pommes de terre, ainsi que sur l'élevage. Environ la moitié des terres de l'oblast sont consacrées à l'agriculture, tandis qu'un tiers est recouvert de forêts.
L'oblast est traversé par deux oléoducs et six gazoducs.